# سفارة دولة فلسطين لدى الأردن
سفارة دولة فلسطين لدى الأردن هي الممثلية الدبلوماسية العُليا لدولة فلسطين لدى الأردن. تقع السفارة في مدينة عَمان.

## قائمة السفراء
- عزت فريد أبو الرب، الاسم الحركي خطاب.
- الطيب عبد الرحيم
- هاني الحسن
- عمر سعد الدين الخطيب
- عطا الله خيري